# Гинзбург, Илья Файвильевич
Илья Файвильевич Гинзбург (28 декабря 1934, Москва — 20 июня 2024, Новосибирск) — советский и российский физик-теоретик. Доктор физико-математических наук (1972), профессор кафедры теоретической физики ФФ НГУ (1988).
Специалист в области квантовой теории поля и физики элементарных частиц. Он внёс вклад в исследование взаимодействия элементарных частиц при высоких энергиях, в том числе в изучение процессов рассеяния адронов и фотон-фотонных взаимодействий. Автор и соавтор более 100 научных публикаций. По состоянию на 2021 год имел более 5600 цитирований своих работ, опубликованных в реферируемых журналах. Индекс Хирша (2021 год) — 26.

## Биография
И. Ф. Гинзбург родился 28 декабря 1934 году в Москве в семье служащих. Отец учёного, Гинзбург Файвель Иосифович (1905, Витебск — 8.1943, Курская дуга), был инженером, который до войны работал в МОГЭС, а после начала войны на Магнитогорском комбинате. Попал на фронт после нескольких обращений к Сталину в 1942 году, и погиб в боях на Курской дуге. Мать, Малая Роза Юльевна (1904—1991), была учительницей истории. Со времени обучения в Московском государственном университете начал заниматься туризмом и к 1960 году стал мастером спорта СССР. После окончания физического факультета МГУ в 1956 году, где руководителем его дипломной работы выступал Д. В. Ширков, он начал свою трудовую деятельность в качестве инженера в НИИ Государственного комитета по судостроению. В 1959 году учёный присоединился к Сибирскому отделению АН СССР (ныне РАН), где стал одним из организаторов отдела (ныне лаборатории) теоретической физики Института математики.
С 1961 года И. Ф. Гинзбург работал в Новосибирском государственном университете (НГУ) в качестве преподавателя, доцента (с 1965 года) и профессора (с 1988 года) кафедры теоретической физики физического факультета. Он преподавал курсы по квантовой механике, аналитической механике, рассеянию элементарных частиц при высоких энергиях и электродинамике. В 1964 году стал кандидатом физико-математических наук, защитив диссертацию по теме «Взаимодействие элементарных частиц высоких энергий и теория возмущений». В 1972 году защитил докторскую диссертацию по теме «Квантовая теория поля и рассеяние адронов при больших энергиях».
Состоял в редакционной коллегии журнала «Квант».
С 1978 по 1984 годы преподавал в Новосибирском государственном институте связи физику.
Выступал научным руководителем защит десяти кандидатских диссертаций. Четверо из его учеников стали докторами наук.
Умер 20 июня 2024 года. Похоронен на Южном кладбище.
Лазарь Лагин — родной дядя учёного.

## Научный вклад
Гинзбург внес значительный вклад в развитие квантовой теории поля и физики элементарных частиц. Его основные научные достижения связаны с исследованием взаимодействия элементарных частиц при высоких энергиях.
Он провёл цикл работ, посвященных суммированию асимптотик ряда теории возмущений для дифракционных процессов в теории с фермионами и скалярными или псевдоскалярными бозонами. В этих работах ему удалось единственный раз в квантовой теории поля просуммировать все логарифмические вклады всех диаграмм и получить новое представление для амплитуды рассеяния на малый угол.
Гинзбург также внёс значительный вклад в изучение физики фотон-фотонных взаимодействий при высоких энергиях. Совместно с коллегами он обнаружил, что в экспериментах со встречными электрон-позитронными пучками можно изучать образование сильно взаимодействующих частиц (адронов) при столкновении высокоэнергетических фотонов, порождаемых электронами и позитронами. Они построили последовательную феноменологическую теорию этих процессов, что позволило сформировать новое направление в экспериментальной и теоретической физике элементарных частиц.
Кроме того, Гинзбург совместно с коллегами показал возможность создания на основе линейных электрон-позитронных коллайдеров ускорителей со встречными фотонными пучками, что открывает новые возможности в исследовании процессов при предельно достижимых энергиях.
В последние годы Гинзбург провел серию исследований, посвящённых изучению механизмов, нарушающих электрослабую симметрию в элементарных взаимодействиях. Он также исследовал возможные связи между такими механизмами нарушения симметрии и эволюционными процессами, происходившими на ранних этапах развития Вселенной.

## Общественная позиция
В 1968 году подписал «письмо сорока шести» в защиту незаконно осуждённых.
Высказался против реформы Академии наук в 2013 году и создания ФАНО.
В феврале 2022 подписал открытое письмо российских учёных и научных журналистов с осуждением вторжения России на Украину и призывом вывести российские войска с украинской территории. В апреле того же года также подписал открытое письмо от сообщества Новосибирского государственного университета с аналогичными требованиями.